# Керик, Бернард
Бернард Бейли Керик (англ. Bernard Bailey Kerik; 4 сентября 1955, Ньюарк, Нью-Джерси — 29 мая 2025, Манхэттен, Нью-Йорк) — сотрудник правоохранительных органов США, переходный министр внутренних дел Ирака (2003).

## Биография
Родился 4 сентября 1955 года в Ньюарке (Нью-Джерси), сын машиниста Дональда Керика и Патрисии Бейли. Мать оставила семью, когда Бернард был ещё ребёнком — впоследствии он выяснил, что она была проституткой, и предположительно убита.
В 1974 году оставил школу и поступил на службу в военную полицию, позднее работал в Саудовской Аравии в корпоративной службе безопасности. В возрасте 30 лет стал самым молодым начальником тюрьмы в США, возглавив исправительное заведение в округе Пассейик, штат Нью-Джерси. В июле 1986 года оставил эту должность и поступил на службу в Департамент полиции Нью-Йорка, являлся агентом под прикрытием в отделе борьбы с наркотиками, был несколько раз награждён. В 1993 году стал телохранителем и водителем мэра Нью-Йорка Джулиани, в 1995 году тот назначил его заместителем комиссара муниципальных тюрем, а в 1998 году — комиссаром тюрем, в 2000 году — комиссаром полиции Нью-Йорка. Вместе с Джулиани был награждён за свои действия после террористических актов в Нью-Йорке 11 сентября 2001 года.
В 2002 году Керик окончил Empire State College университета штата Нью-Йорк.

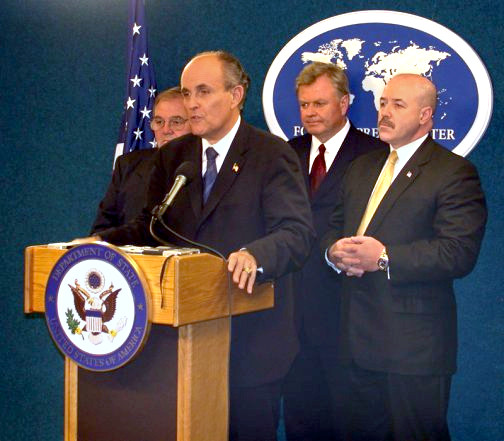
Бернард Керик (крайний справа) рядом с Джулиани на брифинге, посвящённом первой годовщине терактов 11 сентября 2001 года.

В 2003 году президент Буш назначил Керика министром внутренних дел Ирака в американской оккупационной администрации с основной задачей организовать при содействии ФБР подготовку местных полицейских сил. Получив уведомление Пентагона только за десять дней до начала командировки, Керик приступил к исполнению своих обязанностей 18 мая 2003 года. Первоначальный план первого главы оккупационной администрации Джея Гарнера предполагал обучение 50-80 тыс. иракских полицейских. Тренировочный центр был оборудован компанией DynCorp International, получившей на эти цели 750 млн долларов. Через три недели Гарнера сменил Пол Бремер (он вступил в должность 12 мая 2003 года), который впоследствии утверждал, что имел только две недели на подготовку к вступлению в новую должность и при этом не затрагивал проблемы полицейской организации. В свою очередь, Керик также не получил в своё распоряжение наработок Гарнера. Как впоследствии вспоминал Керик, по прибытии в Багдад он обнаружил в своём ведомстве только 12 человек личного состава. Предполагавшийся изначально шестимесячный срок обучения новобранцев в конечном итоге пришлось сократить до 8 недель, причём около половины всего времени тратилось на перевод с английского языка на арабский. 2 сентября 2003 года Керик освободил эту должность, пробыв в ней около трёх месяцев и не добившись, по мнению специалистов, успеха в исполнении своего задания.

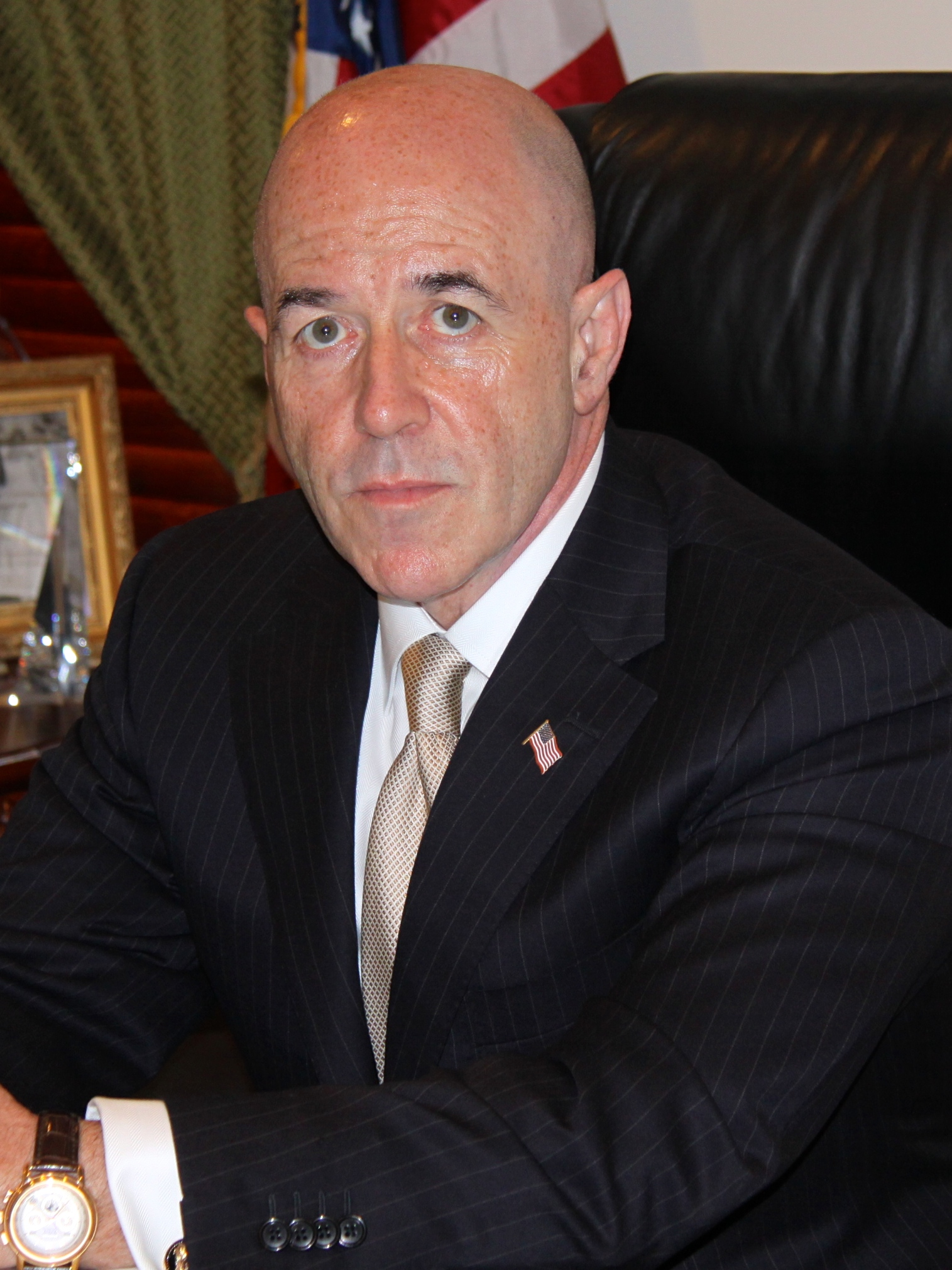
Бернард Керик после освобождения из заключения.

В 2004 году Джордж Буш предложил ему возглавить Министерство внутренней безопасности, но Керик отказался ввиду выдвинутых против него обвинений в нарушении закона при найме нелегальной иммигрантки няней для детей. Спустя некоторое время новым обвинением против Керика стало использование им для любовных свиданий с автором своих мемуаров Джудит Риган квартиры, предназначенной для отдыха рабочих, занятых на разборке руин Всемирного торгового центра. В 2006 году был признан виновным в нарушении этических требований в бытность комиссаром тюрем (принял 165 тыс. долларов на ремонт собственной квартиры от компании, обвинённой в наличии связей с организованной преступностью) и уплатил штраф в размере 221 тыс. долларов. В ноябре 2007 года Керику были предъявлены федеральные обвинения в коррупции, а в мае 2009 — в налоговых и других нарушениях. 20 октября 2009 года был приговорён к тюремному заключению за предоставление служебной информации не участвующему в процессе юристу и стал заключённым № 210717 окружной тюрьмы в городе Валхалла в штате Нью-Йорк.
18 февраля 2010 года окружной судья Стивен Робинсон (Stephen Robinson) в Уайт-Плейнс (штат Нью-Йорк) приговорил Бернарда Керика к заключению на четыре года в федеральной тюрьме по обвинению в совершении восьми тяжких преступлений, в числе которых уклонение от налогов и предоставление ложных сведений президенту США с целью получения должности в правительстве.
28 мая 2013 года освобождён досрочно за примерное поведение при условии отбытия пяти месяцев под домашним арестом или в центре социальной помощи бывшим заключённым (halfway house), а следующих трёх лет — на положении условно-досрочного освобождения (supervised release).
Умер 29 мая 2025 года в возрасте 69 лет от сердечного заболевания в больнице Манхэттена. Ранее он также лечился от рака кожи.

## Семья
Бернард Керик был женат трижды: на Линде Хэйлз (Linda Hales, 1978—1983, развод); на Жаклин Ллерена (Jacqueline Llerena, 1983—1992, развод); на Хале Матли (с 1998 года). Дети: от Халы Керик: Селин и Анджелина, от Жаклин Ллерена — Джозеф Майкл. От любовницы Ю Юн Ча дочь Ю Са (Лайза).